# Bardonnèche
Pour les articles homonymes, voir Bardonnèche (homonymie).
Bardonnèche (en italien : Bardonecchia ; en piémontais : Bardonecia ; en provençal : Bardonecha ou Barduneicë) est une commune italienne, située dans la ville métropolitaine de Turin dans la région Piémont. La « cuvette de Bardonnèche » (la « conca di Bardonecchia » en italien) appartient à la zone traditionnellement provençale de la vallée de Suse. Elle comporte également une station de sports d'hiver.

## Géographie

### Situation
Bardonnèche, bordée par la frontière entre la France et l'Italie, est située au cœur de la haute vallée de Suse, à 90 km à l'ouest de Turin. Elle est proche des tunnels du Fréjus et du col de l’Échelle, qui sont des points de passage routier (et ferroviaire pour le premier) entre Italie et France.
Le centre historique (Borgo vecchio) est situé en retrait et en hauteur, tandis que la ville plus récente a été bâtie autour de la gare. L'expansion liée aux activités douanières puis logistiques et touristiques a fini par englober les hameaux de la commune comme Millaures, Mélezet et Les Arnauds. Avec 13 231 ha, c'est l'une des communes les plus vastes du val de Suse et la commune la plus à l'ouest de l'Italie.
En 2006, Bardonnèche a été choisie comme site olympique pour les épreuves de snowboard des Jeux olympiques de Turin.

### Relief
La ville est entourée de montagnes dont plusieurs sommets dépassent les 3 000 m, dont l'aiguille de Scolette (Pierre Menue pour les Italiens) (3506m), la Pointe Sommeiller (3 332 m), la Cime Gardoria (3 137 m) à la frontière entre France et Italie, la Pointe de Paumont (« cima del Vallone » en italien).
Elle est située à la rencontre de quatre vallées latérales :
- la vallée de Rochemolles (« il Vallone di Rochemolles » en italien) ;
- la vallée du Fréjus (« il Vallone del Frejus » en italien) ;
- la vallée de la Rhò (« Valle della Rho » en italien) ;
- la vallée Étroite (« Valle Stretta » en italien ; vallée dont la partie aval est en Italie et la partie amont en France).

### Hydrographie
La ville est construite le long du torrent de Bardonnèche (« Dora di Bardonecchia » ou « Dora Bardonecchia » en italien), un affluent de la Doire ripaire. En amont de la cuvette de Bardonnèche, se trouve un lac artificiel créé avec le barrage hydroélectrique de Rochemolles, sur le torrent du même nom.

### Climat
Le climat est de type montagnard.

### Voies de communications et transports
La ville se situe au débouché des deux tunnels alpins majeurs en liaison avec la France (Modane) :
- le tunnel ferroviaire du Fréjus, liaison internationale sur la ligne Paris-Chambéry-Turin-Milan ;
- le tunnel routier du Fréjus.

#### Voies routières
Bardonnèche est accessible depuis la France par l'autoroute française A43 qui traverse le département de la Savoie (région Auvergne-Rhône-Alpes) jusqu'au tunnel du Fréjus, puis par l'autoroute italienne A32 en direction de Suse et de Turin.
Le col de l'Échelle permet également, en été, une liaison routière vers Briançon et le nord du département français des Hautes-Alpes (région Provence-Alpes-Côte d'Azur) par la vallée de la Clarée.

#### Transport ferroviaire
La ville a une gare qui fait partie de la ligne du Fréjus qui va de Turin au tunnel ferroviaire du Fréjus. Elle est desservie par des trains régionaux et des TGV à destination de Milan et Paris.

#### Transport aérien
L'aéroport le plus proche est l'aéroport Sandro-Pertini de Turin Caselle.

## Urbanisme

Église à Bardonnèche.

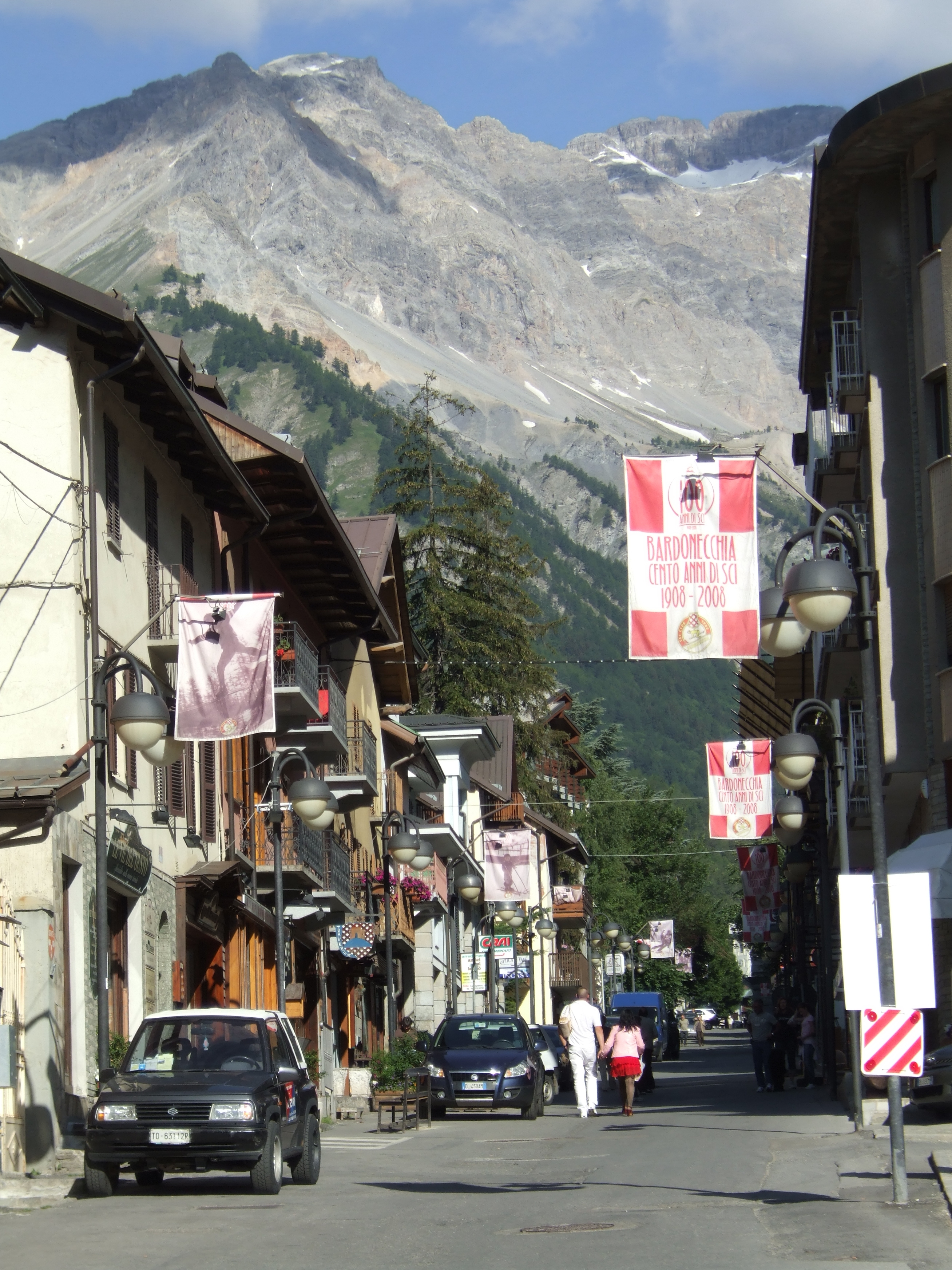
La Via Medail.

La ville est organisée de part et d'autre d'une grande diagonale, la « Via Medail », artère menant du « Borgo Vecchio » (le bourg vieux) à la gare ferroviaire. Cette rue centrale est bordée de commerces, restaurants, pâtisseries et salons de thé, qui entretiennent une animation permanente. Elle devient uniquement piétonne lors des jours fériés et de certaines vacances.
Les quartiers résidentiels se répartissent autour de l'artère centrale.

### Villages et hameaux

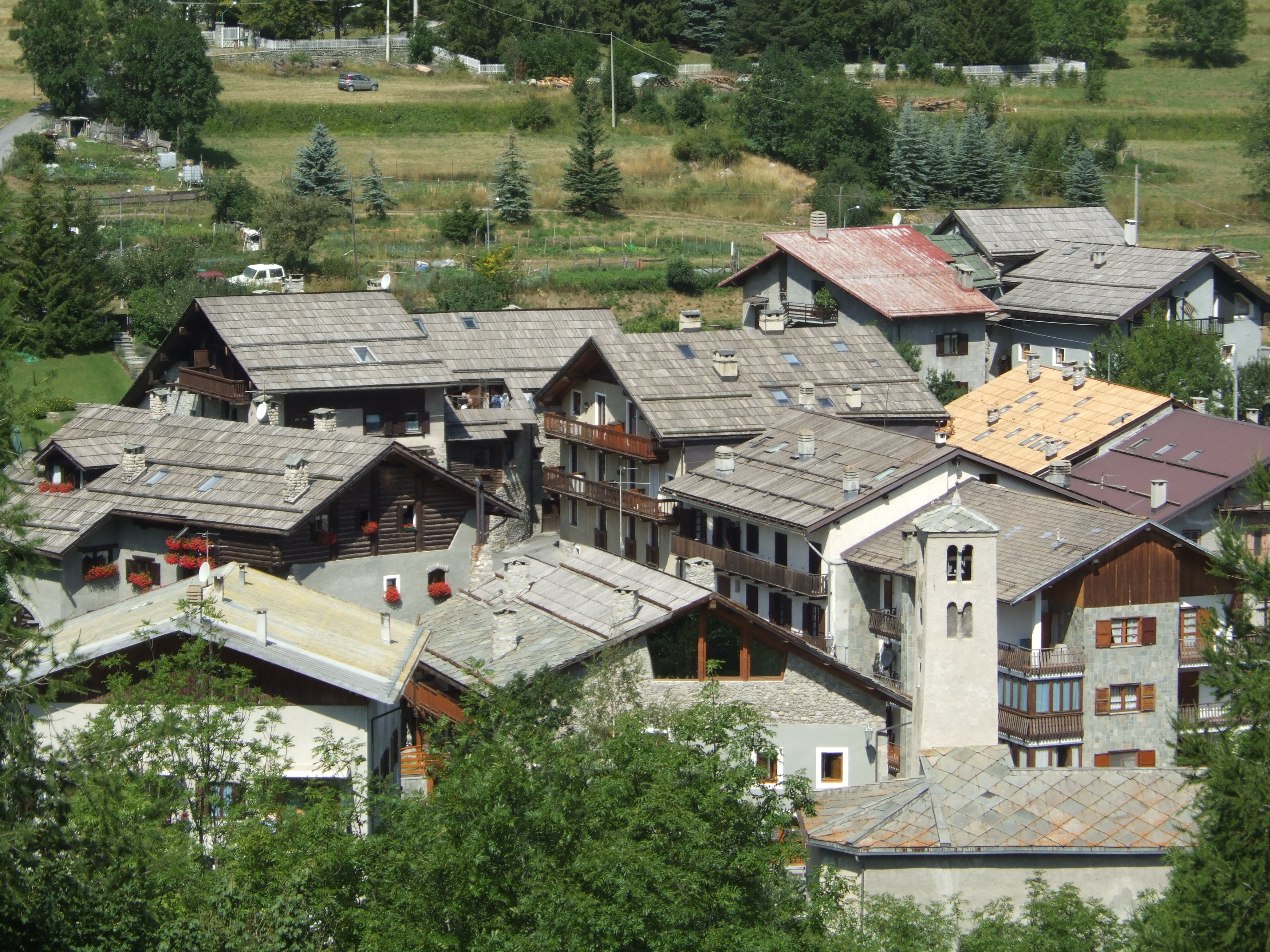
Une partie du hameau des Arnauds.

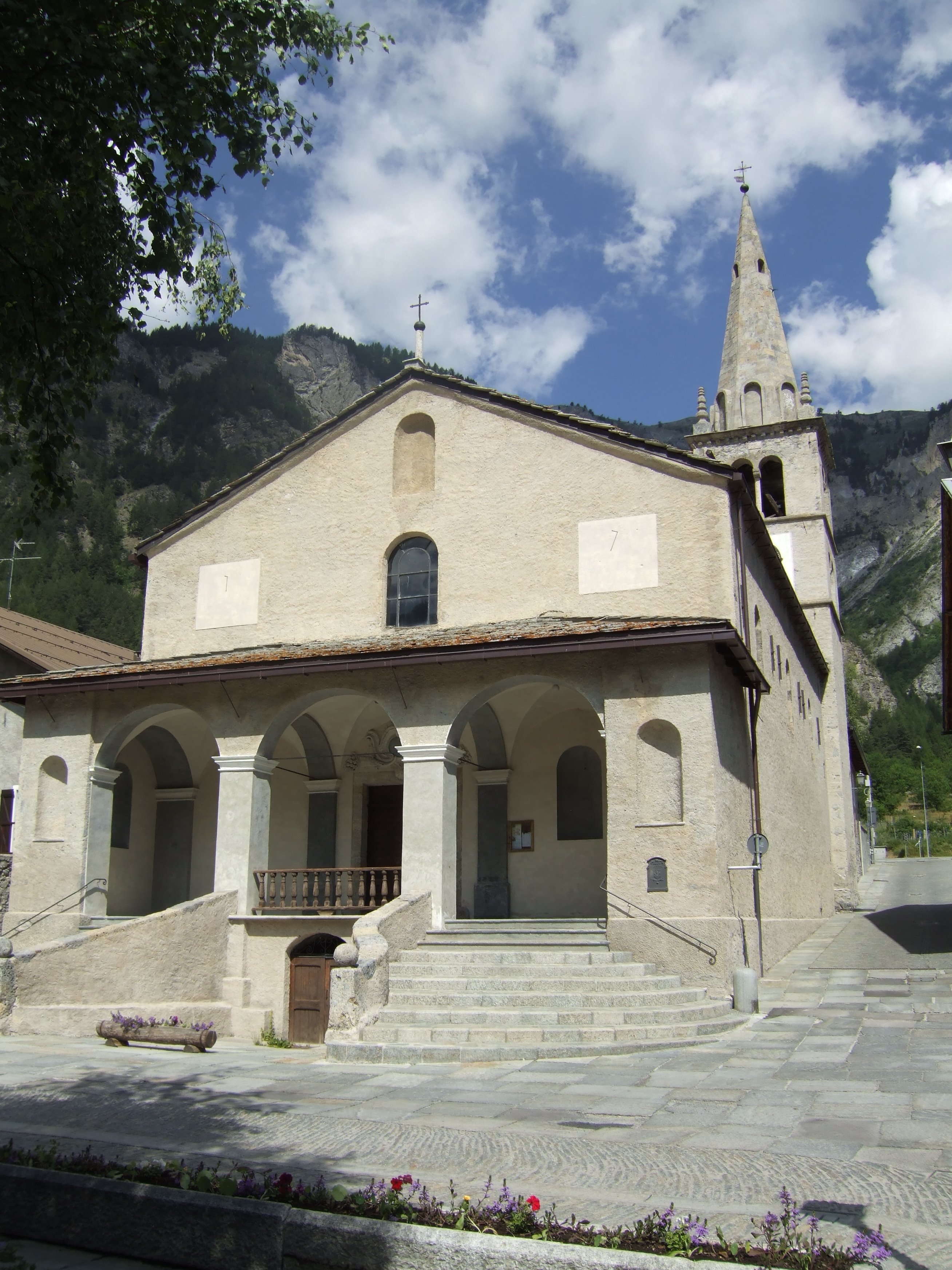
Église au Mélezet.

Bardonnèche compte deux parties, séparées par la voie ferrée :
- « Borgo Vecchio »

Le « Vieux Bourg » (en italien « Borgo Vecchio ») n'est pas à proprement parler un hameau (en italien « frazione », au sens de l'administration de la commune de Bardonnèche). Il s'agit tout simplement du nom usuel du quartier, construit autour de l'église paroissiale Saint Hippolyte, qui constitue le noyau ancien de l'habitat, par opposition au « Bourg Neuf » (en italien « Borgo Nuovo ») construit vers le milieu du XIXe siècle, de part et d'autre de la voie ferrée, autour de la gare ;
- « Borgo Nuovo » (qui peut se traduire par « Bourg Neuf »), bâti vers le milieu du XIXe siècle.

Les hameaux (« frazioni » en italien) de Bardonnèche dans le sens italien du terme sont :
- Les Arnauds ;
- Mélezet ;
- Millaures ;
- Rochemolles.

## Toponymie
Au IXe siècle, le pays est attesté en tant que Bardonisca, Bardisca en 1001, puis Bardonesca en 1148 et enfin Bardonecchia en 1365. Ce nom semble dû aux Lombards (« Longobardi » en italien, dits par aphérèse (linguistique) « Bardi »), qui s'étaient emparés de la vallée de Suse, et par l'ajout du suffixe latin « -iscus » ou de sa correspondance germanique « -isk » utilisée pour les noms d'ethnies. Bardonnèche signifierait donc « Ville lombarde ».
On trouve quelquefois en français la graphie « Bardonèche » avec un seul n, par analogie avec l'italien « Bardonecchia ».

## Histoire

Blason de la communauté de Bardonnèche selon Hozier.

### Origine
Bardonnèche signifie à la fois « relais et rempart de mulets » mais aussi « qui vient de Barr ».

### Le haut Moyen Âge

Armes de la famille de Bardonnèche.

Une fouille archéologique, conduite en 2005, a permis la découverte d'une nécropole, composée de 12 tombes, située à 200 mètres de la tour d'Amont. Cette fouille a permis de mettre au jour des sépultures dont les occupants ont été ensevelis à même la terre ou dans des fosses bordées de panneaux de pierre. Les archéologues y ont retrouvé les restes de pièces d'habillement et des objets qui l'accompagnent habituellement comme des couteaux, des peignes et des éléments de décoration de ceintures.
L'analyse des restes humains et des objets découverts atteste la présence, comme au lieu-dit « Pariol » de la commune de Césane, au VIe siècle et au VIIe siècle, près de la « Tour d'Amont », d'un petit groupe de Francs Mérovingiens dont l'habitat devait être proche, mais dont les vestiges n'ont pas été découverts à ce jour.
Cette nécropole est l'un des rares sites, en Italie du Nord, sur lesquels les archéologues ont pu mettre en évidence l'existence de personnes qui portaient des chaussures cloutées.

### Rôle dans l'histoire du Piémont
La famille de Bardonnèche est une ancienne famille noble d'extraction chevaleresque du Briançonnais, mentionnée dès le XIe siècle.
Les premiers seigneurs, fondateurs de la ville dès le XIe siècle, sont originaires du Grand-Plateau également appelé Lombardie – terres hongroises actuelles. Vers 900, ils auraient chassé les Sarrazins présents dans le Piémont. Les Sarrazins enfuis, les envahisseurs gardent pour eux-mêmes ces terres en apanage au lieu de les remettre à quelques royaumes italiens ou français et se proclament par la suite seigneurs de Bardonnèche. Bardonnèche se trouve au fond de la vallée des Escartons vers Oulx en Italie. Le premier seigneur dont nous connaissons aujourd’hui le nom est « Witbalt de Bardonnèche », ayant vécu vers 1020-1050.
Du XIIe au XIVe siècle, les seigneurs de Bardonnèche cherchent à étendre leur influence dans le reste du Piémont jusqu'à dominer la vallée des Escartons qui s’étend de Bardonnèche à Briançon. Pour accroître leur influence, les seigneurs s'appuient sur l'emplacement stratégique de leurs terres, car celles-ci représentent alors l’unique passage pour rejoindre les royaumes de France, d'Italie et les Savoie sans affronter le col de l'Échelle. Progressivement, la maison de Bardonnèche se divise en trois maisons, avec trois armoiries et devises différentes, réparties sur l’ensemble des Escartons afin de mieux régner. En 1234, Eudes de Bardonnèche prend le titre « de Névayasse », qui devient plus tard « de Névache ». La même année, en 1234, Antoine de Bardonesche reçoit du dauphin le titre « d’Ambrois », qui devient plus tard « des Ambrois ». À l’apogée de leur puissance, les Bardonnèche règnent ainsi sur 30 seigneuries réparties dans l’actuelle région du Piémont. Néanmoins, le pouvoir exercé par ces maisons est limité ; en effet, elles auraient inspiré les idées de la charte des Escartons établie en 1345 pour garantir une égalité relative entre la noblesse et le tiers-état.
Au XIVe siècle, grâce à un jeu d’alliances, la maison de Bardonnèche devient vassale de celle du dauphin de Viennois. L’emplacement stratégique précipite ensuite la chute de ces seigneurs. En effet, vers 1334, le dauphin Guigues VIII profite de l’absence du comte François de Bardonnèche pour séduire sa fille et lui faire un enfant sans l’avoir épousée. Par honneur et haine contre cet acte, François cherche à venger sa famille en s’alliant aux royaumes de Savoie. Il échoue dans sa bataille contre le dauphin. Humbert II, successeur de Guigues VIII, décide de condamner à mort le comte. En 1346, François est ainsi attaché par une corde au cou et aux jambes puis jeté dans le Rhône. Une fois noyé, Humbert II fait attacher de lourdes pierres aux cordes du comte afin que son corps ne puisse jamais être retrouvé.
Commencée au XIIe siècle, la migration des seigneurs continue après cet événement et ceux-ci se réfugient de l'autre côté des Escartons ; formant ainsi plusieurs filiations dont celle de Vallouise, du Trièves et du Champiney où de nombreux Bardonnèche continuent de vivre encore de nos jours. Dès lors, plusieurs nobles issus de ces branches s'illustrèrent dans la vie politique et économique du Dauphiné.

### Époque moderne
En deux étapes, 18 octobre 1670 et le 20 novembre 1684, la communauté de Bardonnèche acquiert de Pierre-Antoine Jouffrey de Sainte Cécile et de son épouse Claire de Bardonnèche, les droits seigneuriaux dont celle-ci a hérité et ceux que son époux a acheté à d'autres familles nobles.
Les traités d'Utrecht de 1713 font passer la vallée de Bardonnèche du royaume de France au duché de Savoie.
Le 13 août 2023, Bardonnèche est inondée par une crue torrentielle du Rio Merdovine. Une vague de boue provoque de nombreux dégâts dans la ville.

## Personnalité
- Giuseppe Blanc (1886-1969), compositeur

- Sophie de Bardonnèche, violiniste baroque

## Culture

### Particularisme linguistique
La commune de Bardonnèche, en application de la loi no 482, du 15 décembre 1999, a déclaré appartenir à la minorité culturelle de langue occitane.

### Fêtes religieuses
- Saint patron : saint Hippolyte, fêté le 13 août

## Station de sports d'hiver

### Un siècle de ski
Bardonnèche est étroitement liée à la naissance et au développement des sports d’hiver et en particulier du ski. En effet, au début du XXe siècle, la commune s'avère être un terrain idéal pour la pratique de cette nouvelle discipline. En 1909, les premiers championnats italiens de ski y sont organisés. À cette occasion, le tremplin de saut « Smith » est également inauguré. Ce dernier tire son nom des frères norvégiens Trygve (no) et Harald Smith, qui réalisent un record mondial pour l’époque en sautant respectivement 40 et 43 mètres.
En 1935, le premier système de remontées mécaniques voit le jour : la « Grande Luge du Colomion ».
La station de Bardonnèche compte plus de 100 km de pistes et 23 remontées mécaniques permettant de transporter jusqu'à 30 000 personnes par heure.
En 2006, Bardonnèche a accueilli les Jeux olympiques de Turin ; chaque année, elle accueille aussi des épreuves de la coupe du monde de snowboard et les compétitions FIS de la Carving Cup[précision nécessaire]. Les équipes nationales de ski italienne, espagnole, américaine ont ainsi choisi Bardonnèche comme site d’entrainement.

### Le snowboard
Après avoir accueilli, en 2006, les épreuves de snowboard durant les Jeux Olympiques de Turin, la station possède désormais une rampe de neige olympique et un snowpark. De nombreuses écoles de snowboard ont vu le jour.

### Activités hivernales
De nombreuses activités sont proposées au sein de la station de ski de Bardonnèche :
- ski alpin ;
- snowboard ;
- snowpark et rampe de neige olympique ;
- ski de fond ;
- glissade sur tube ;
- raquettes ;
- alpinisme et freeride ;
- pistes pour les enfants et découverte de la faune sauvage ;
- patinoire ;
- piscine ;
- vélo d'hiver.

## Activités estivales
Durant la saison d'été, Bardonnèche fait office de station de montagne pour les Turinois. Elle promeut le golf, le VTT, les parcours d'aventures, les randonnées en grands espaces, l'équitation et bien d'autres activités.
La station possède un important parc de vélos ainsi que 400 km de sentiers balisés et sentiers balisés VTT.

## Autres activités sportives
La ville est connue pour avoir perdu un match amical 16-0 en 2013 contre l'un des meilleurs clubs de football italiens, la Sampdoria de Gênes.

### Monographies et ouvrages généraux
- (it) Marco Battistoni, Schede storico-territoriali dei comuni del Piemonte, Comune di Bardonecchia, Turin, Regione Piemonte, 2006, 32 p. (lire en ligne).
- (it) Pier Giorgio Corino, La piazza militare di Bardonecchia, Turin, Edizioni del Capricorno, 2003, 192 p. (ISBN 88-7707-023-4).
- (it) Yuri Godino, L'abbigliamento maschile longobardo : Riflessioni tra archeologia, iconografia e fonti scritte, Rimini, Bookstones, 2016 (ISBN 978-88-98275-34-2, présentation en ligne).
- Charles D'Hozier, Volumes reliés du Cabinet des titres : recherches de noblesse, armoriaux, preuves, histoires généalogiques. Armorial général de France, dressé, en vertu de l'édit de 1696, entre 1697 et 1709. : Bibliothèque nationale de France, Département des manuscrits, Français 32238, t. XI Dauphiné, Paris, Bibliothèque nationale de France, 2007 (lire en ligne).

### Articles
- Frederico Barello, Luisa Ferrero et Sofia Uggé, Surintendance pour les biens archéologiques du Piémont et du musée des Antiques Égyptiennes de Turin (Soprintendenza peri Beni Archeologici del Piemonte e del Museo Antichità Egizie) (Ricerche e Sudi), « Evidenze archeologiche in Valle di Susa : acquisizioni, bilanci, prospettive di ricerca. », Segusium, Borgone di Susa, Segusium/Il Graffio, anno L, vol. 52,‎ 2012, pp. 23 à 78 (lire en ligne).
- (it) Anna Lorenzatto, F.T. STUDIO S.R.L., Impianto idroelettrico di Bardonecchia Melezet, Diga di Melezet, loc. Sette Fontane : Verifica preventiva dell' interesse archeologico, Turin, Ministero dei beni e delle attività culturali e del turismo, soprintendenza archeologia, belle arti e paesaggio per la cità metroplitana di Torino, 2006, 37 p. (lire en ligne).

### Ressources en ligne
- (it) « La minoranza linguistica occitana »(Archive.org • Wikiwix • Archive.is • Google • Que faire ?), sur Regione Piemonte.
- (it) « Legge 15 Dicembre 1999, n. 482 "Norme in materia di tutela delle minoranze linguistiche storiche" pubblicata nella Gazzetta Ufficiale n. 297 del 20 dicembre 1999 », sur Parlamento Italiano/Camera dei deputati-Parlement Italien/Chambre des Députés.

### Articles liés
- Beaulard
- Les Arnauds
- Millaures
- Mélezet
- Rochemolles
- Fort de Bramafam